# Roger de Flor
Roger de Flor (Brindisi, 1267 - Adrianopolis, 30 april 1305) was een Zuid-Italiaans militair en condottieri die in Siciliaanse en Byzantijnse dienst vocht. Hij was de commandant van de Almogàvers en was graaf van Malta.

## Biografie

### Vroege leven
Roger de Flor werd geboren in Brindisi als een zoon van een Italiaanse edelvrouwe en de Duitse valkenier Roger von Blum. Zijn vader sneuvelde in 1268 in de slag bij Tagliacozzo. Op achtjarige leeftijd werd hij naar de galeien van de Tempeliers gestuurd om daar te dienen. Hij werd lid van de ridderorde en wist uit te groeien tot kapitein van een galei. Bij het beleg van Akko in 1291 wist hij enkele rijke stadsbewoners te redden en vertrok hij vervolgens naar Cyprus. Na enkele intriges en persoonlijke vetes werd hij beschuldigd van diefstal. Hij werd daarop door de paus uit de orde gezet omdat hij een dief en een apostaat was. De Flor vluchtte naar Genua waar hij het nodige geld leende en in de piraterij ging.

### In Siciliaanse dienst
Hij ging vechten in dienst van het Koninkrijk Sicilië, bestuurd door Aragonezen, in hun oorlog tegen Napels waar het Huis Anjou-Sicilië heerste. Roger de Flor verkreeg van koning Frederik II van Sicilië de rang van vice-admiraal. Naast dat hij zich op het water militair wist te onderscheiden wist hij zich ook op het land verdienstelijk te maken en hierdoor verkreeg hij de nodige volgelingen. Na de Vrede van Caltabellotta (1302) kon koning Frederik II niet langer een leger van huurlingen in dienst houden. Roger maakte van de hachelijke situatie in Klein-Azië gebruik en schreef keizer Andronikos II Palaiologos dat hij en zijn compagnie inzetbaar waren voor de strijd tegen de Turken.

### In Byzantijnse dienst

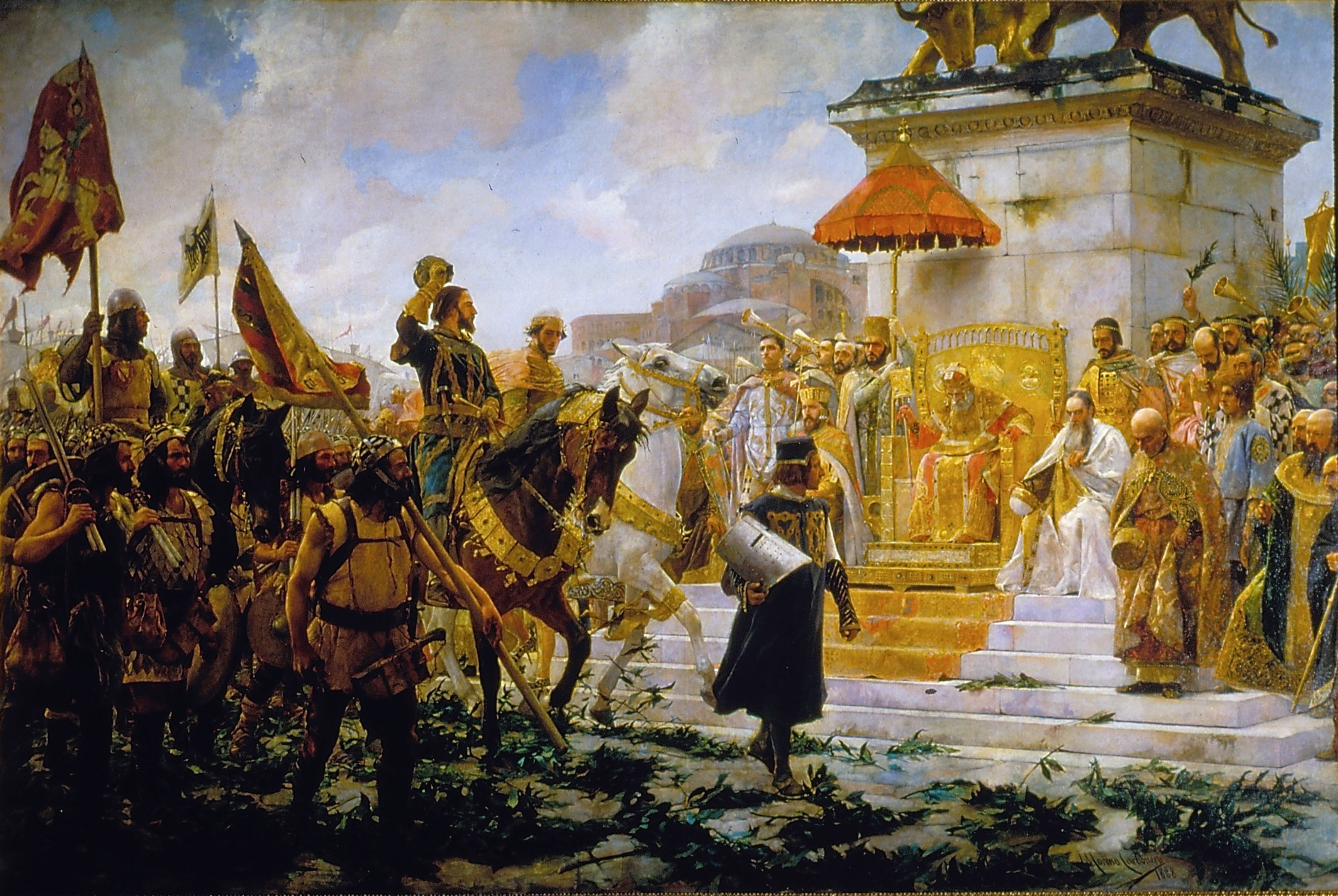
De aankomst van Roger de Flor in Constantinopel, geschilderd door José Moreno Carbonero (1888).

Andronikos II nam Roger de Flor en zijn compagnie aan en hij besloot hen dubbel uit te betalen. Daarnaast werd Roger de Flor benoemd tot Megas Doux, een van de hoogste Byzantijnse militaire posities. Ook zou hij trouwen met een nicht van de keizer, Maria Asenina. In september 1302 arriveerde hij met vijfduizend infanteristen en vijftienhonderd cavaleristen in Constantinopel. Het volgende jaar werden hij en zijn compagnie ingezet in de strijd tegen de Turken en hij slaagde erin ze weg te jagen bij Cyzicus. De Catalanen hielden de buit voor zichzelf en weigerden deze te delen met de Byzantijnen. Hij wist vervolgens de stad Philadelphia te ontzetten en het leger van achttienduizend Karamaniden te doden.
Toen hij de stad Magnesia belegerde, kreeg hij bericht van de keizer dat Constantinopel onder de dreiging stond van khan Theodor Svetoslav van Bulgarije. Toen de compagnie hun kamp opsloeg in Gallipoli werd hem verstaanbaar gemaakt door keizer Michaël IX dat hun diensten tegen de Bulgaren niet langer nodig waren. In 1305 werd Roger de Flor gepromoveerd tot de rang van Caesar. Betaling van de compagnie bleef echter uit waarop Roger geheel Byzantijns Anatolië eiste als leen. Andronikos II ging hiermee akkoord, maar voordat Roger de Flor naar zijn nieuwe gebied vertrok, bracht hij eerst nog een bezoek aan Michaël IX.
Met een escorte van honderd cavaleristen en duizend reed Roger de Flor naar het hoofdkwartier van Michaël IX. Ze verbleven een week lang in Adrianopolis en op de laatste avond hield Michaël IX een groot afscheidsbanket voor hen. Vlak voor het einde arriveerde er een groep gewapende Alanen die de ongewapende en dronken Catalanen aanvielen. Roger werd samen met zijn mannen door hen gedood. De compagnie wreekte de dood van hun leider door plunderend door Thracië te trekken.